# فريدريك وادزورث لورينغ
فريدريك وادزورث لورينغ (بالإنجليزية: Frederick Wadsworth Loring)‏ (12 ديسمبر 1848 - 5 نوفمبر 1871)؛ صحفي، شاعر وروائي أمريكي. درس في جامعة هارفارد.